# Хелис
Хелис e тракийско селище, част от археологическия комплекс „Сборяново“, намиращ се между селата Малък Поровец и Свещари, община Исперих. Комплексът включва селище, светилища и некрополи от дълбока древност. Укрепеното тракийско селище Хелис е разположено при водната централа „Димитрово“.
Завоите на реката, обикалящи селището, го превръщат в полуостров, като единственият естествен вход е от югозапад. Селището е с площ около 80 декара и се отличава със сложна и монументална фортификационна система. Стените, които го обграждат, повтарят извивките на терена. Основната крепостна стена е с височина от 0,40 до над 1,30 м и с дебелина от 3,60 до 4 м. Има масивен каменен градеж с две лица от големи варовикови блокове и пълнеж от ломени камъни без спойка. По нея има кули и други помощни съоръжения. Северната и южната порти са защитени посредством сложна система от стени и бастиони.

## Археологически находки от Хелис

### Посветителен надпис на богинята Фосфорос
През 1987 г. до южната порта на селището е открит първият и единствен епиграфски паметник – посвещение на богинята Фосфорос, покровителка на крепостите и портите. Той гласи:
| „ | Менехармос, син на Посейдоний, направи оброк на Фосфорос | “ |

Това е третият надпис в Тракия, където се споменава името на богинята. Тя е сравнена с Артемида и изобразена с две факли върху бронзови монети. Древният тракийски град Кабиле, на 2 км от Ямбол, се намира до светилището на тази богиня, разположен на близкия „Зайчи връх“. Плавателната по това време р. Тунджа е спомогнала за поддържането на контакти от Кабиле с друг древен град – Севтополис, намиращ се в Долината на тракийските царе. Жертвеникът на „Зайчи връх“ е обърнат по посока на Слънцето, подобно на други тракийски светилища. На една от скалите е запазен изваяният образ на Артемида. Вторият случай на култ към Фосфорос в България е открит в Одесос, където в елинистическия пласт на светилището на Херос Карабасмос от ІІІ – ІІ век пр.н.е. е открит вотивен релеф с името на богинята Фосфорос и изображението ѝ с две факли.

### Монети, амфори и гръцки съдове
Хелис е еднослойно тракийско селище, което е съществувало в кратък период от време през периода на ранноелинистическата епоха. Сред многото находки от селището са открити и голямо количество от вносни стоки – скъпа антическа чернофирнисова керамика, съдове с предполагаем произход от западночерноморските гръцки колонии, амфори от Хераклея Понтийска, Синопе, Тасос, и др. Намерени са също така елинистически монети, амфорни печати и келтски фибули. Вижда се, че тракийското селище при Свещари е имало живи икономически контакти с гръцките колонии по крайбрежието. Възможно е и то да е било важен търговски и стопански център на целия район наоколо.

### Основи на жилищен квартал
Предполага се, че тук са били товарени и разтоварвани стоките, транспортирани по р. Крапинец, която е плавателна по това време. Така те достигали до Дунав и черноморските пристанища. По този начин Хелис е осъществявал част от търговските си връзки с останалия свят.

### Златен ритон с протоме на Пегас
Ритонът е открит случайно и не в Хелис, а в с. Вазово, Разградска област. Изработен е от самородно злато през около V – ІV век пр.н.е. Предполага се, че е притежаван от местен гетски аристократ.

## Хипотези за града
Градът възниква около последната четвърт на IV век пр.н.е. Скоро след възникването му е поставено началото на изграждането на основната крепостна стена. Предполагаемата крайна дата за съществуването на Хелис е около средата на ІІІ в. пр.н.е. Документираното голямо и унищожително земетресение, разрушило града около 250 г. пр.н.е., определя неговия край. Сведенията от археологическите разкопки сочат, че след тази дата градът не е бил построен наново.
Съществуват две хипотези за истинското име на града – Хелис или Даусдава. Хипотезата на проф. Александър Фол гласи, че районът на Демир баба теке – районът, в който се намира тракийското селище – е наричан от местното население Даусдава. Според него „топонимът“ е добре съхранен и изговорът му е ясен. Според етимологията на Даусдава, „даос“ би трябвало да означава вълк, а „дава“ – град, т.е. „Вълчи град“. Даусдава е и обяснение на племенното име на даките – даой – дакой. Отначало се появява като наименование на царскожречески род, каквито са етнонимите беси, одриси, трибали и др., преди да се наложи като име на цялото племе или племенна група.
Другата хипотеза е на Петър Делев. Тя свързва тракийското селище при Свещари с резиденцията на гетския цар Дромихет-Хелис и с гръцкия стратег Лизимах от историята на Диодор. И Хелис и Даусдава могат да намерят своите обяснения от гледна точка на слънчевия култ при траките. Хелис се свързва със слънчевия бог Хелиос, а „Вълчият град“ – с един от основните атрибути на бога – вълка. Многото погребения на кучета в „Сборяново“ говорят за значимото място на кучето (вълка) в местните вярвания. Може да се направи предположение, че двете имена маркират две съществували едно след друго селища на едно и също място – Даусдава – през ранножелязната епоха и Хелис – през елинистическата.